# IEEE 802.11r
IEEE 802.11r-2008 anche noto come fast BSS transition (FT) è una modifica allo standard IEEE 802.11 allo scopo di permettere la continuità di connessione tra dispositivi wireless in movimento tramite rapidi e sicuri  trasferimenti tra un access point e un altro. È stato pubblicato il 15 luglio 2008.

## Motivazioni alla modifica
802.11, chiamato comunemente Wi-Fi, è ampiamente usato per le comunicazioni wireless. Molte implementazioni sono caratterizzate da un range di poche centinaia di metri, quindi per mantenere attive le comunicazioni tra dispositivi in movimento sarà necessario trasferire la connessione da un access point al successivo (handover). Se consideriamo un ambiente in cui intervengono mezzi di automozione quali treni o automobili, è chiaro come il tutto possa risultare in un handover ogni 5/10 secondi.
Gli handover sono già supportati dai precedenti standard. L'architettura fondamentale per gli handover è identica per 802.11 con o senza 802.11r: il dispositivo mobile è responsabile della decisione di sganciarsi da un access point e riconnettersi ad un altro specifico. Agli albori di 802.11, l'handover era un processo molto più semplice: erano necessari solo quattro messaggi per stabilire una connessione con un nuovo access point (più uno se si considera anche il messaggio di disconnessione dal precedente). Con l'aggiunta di componenti aggiuntive come 802.11 con autenticazione e 802.11d o WMM, il numero di messaggi richiesti è aumentato considerevolmente. 
L'obiettivo di 802.11r è proprio quello di eliminare tutto il carico che QOS e sicurezza hanno aggiunto al processo di handover e ripristinare lo scambio con quattro messaggi. In questo modo i problemi dell'handover non sono stati eliminati ma almeno sono ritornati allo status quo.
La prima applicazione che si presenta è l'utilizzo di 802.11r con il VOIP su cellulari pensati per funzionare su reti wireless piuttosto che sulle tradizionali reti telefoniche.

## Transizione BSS rapida
IEEE 802.11r specifica rapide transizioni BSS tra access point ridefinendo il protocollo di negoziazione delle chiavi, permettendo sia la negoziazione che le richieste di risorse wireless.
Il protocollo di negoziazione delle chiavi in 802.11i specifica che per l'autenticazione basata su 802.1X, il dispositivo deve rinegoziare la sua chiave con il server RADIUS o con un altro server di autenticazione che supporti EAP per ogni handover, il che richiede tempo. La soluzione è quella di permettere il caching nella rete wireless della parte della chiave derivata dal server, così che un buon numero di connessioni future possa basarsi sulla chiave in cache, evitando il processo obbligatorio richiesto con l'autenticazione 802.1X.
Una feature nota come Opportunistic Key Caching basata su 802.11i esiste già. 802.11r differisce da OKC in quanto specifica l'intera gerarchia della chiave.

## Operazioni definite dal protocollo
Le transizioni BSS non 802.11r attraversano sei passaggi:
- Scanning - attivo o passivo per gli altri Access point nell'area.
- Scambio di messaggi di autenticazione 802.11 con l'access point.
- Scambio di messaggi di riassociazione per stabilire la connessione con l'AP stabilito.

A questo punto in un BSS 802.11, l'access point e il client (dispositivo) hanno stabilito una connessione, ma non possono ancora scambiare dati in quanto non hanno stabilito una chiave.
- Negoziazione della 802.1X master key (PMK).
- Key (PTK) derivation - 4way handshake delle chiavi di sessione.
- QoS admission control

Una transizione BSS veloce effettua gli stessi passi tranne la negoziazione 802.1X.